# Autonome Miao & Dong prefectuur Qiandongnan
Qiandongnan is een autonome prefectuur in de zuidelijke Chinese provincie Guizhou. 
Hier volgt een lijst met het aantal van de Officiële etnische groepen van de Volksrepubliek China in deze autonome prefectuur:
| Nationaliteit                 | Aantal    | Percentage |
| ----------------------------- | --------- | ---------- |
| Miao                          | 1.594.939 | 41,48%     |
| Dong                          | 1.207.197 | 31,4%      |
| Han-Chinezen                  | 742.109   | 19,3%      |
| Shui                          | 62.492    | 1,63%      |
| Buyi                          | 40.148    | 1,04%      |
| Tujia                         | 39.512    | 1,03%      |
| She                           | 37.315    | 0,97%      |
| Etnische achtergrond onbekend | 32.109    | 0,84%      |
| Mulam                         | 25.286    | 0,66%      |
| Zhuang                        | 25.257    | 0,66%      |
| Yao                           | 24.753    | 0,64%      |
| Yi                            | 5.707     | 0,15%      |
| Hui                           | 2.389     | 0,06%      |
| Gelao                         | 1.958     | 0,05%      |
| Overige                       | 3.526     | 0,09%      |